# Nesosilicat

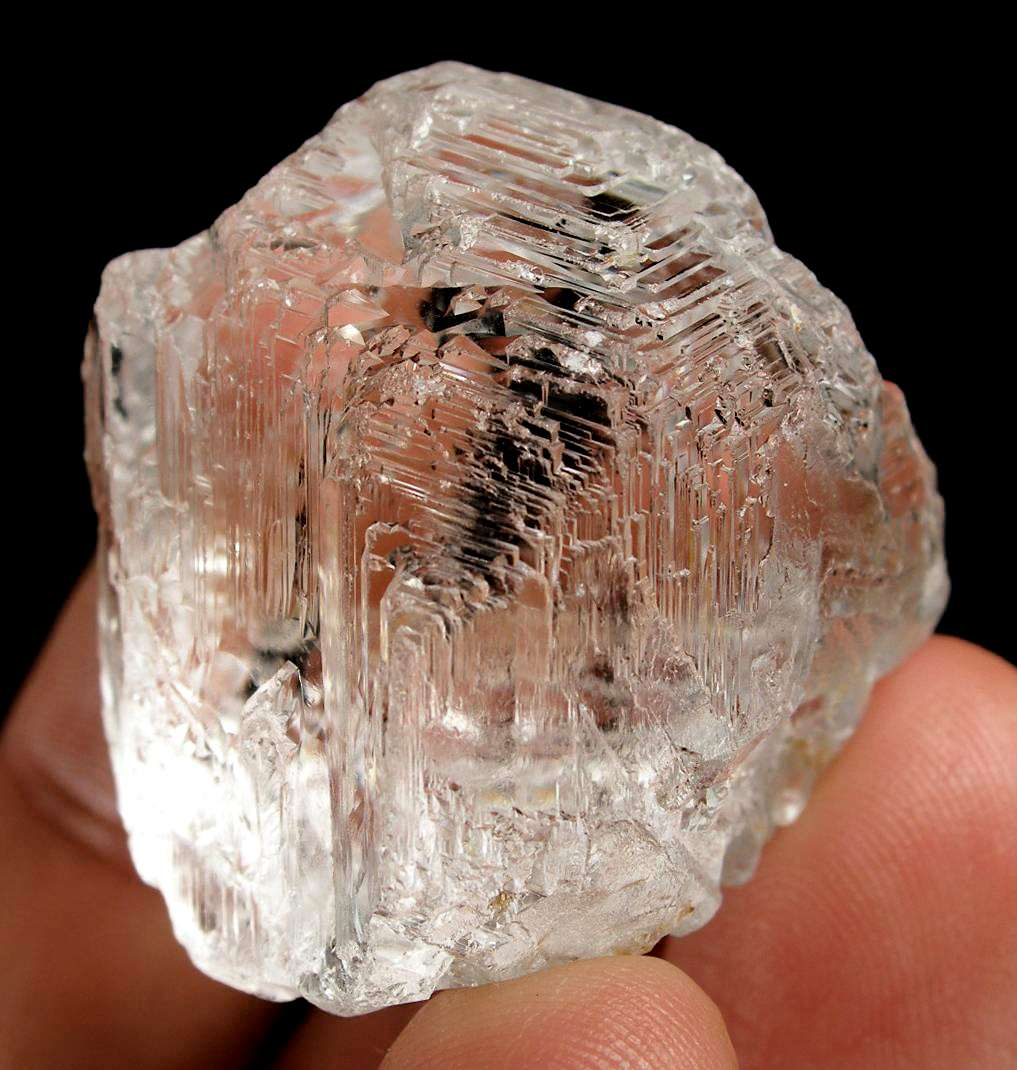
Un cristall de fenaquita, un nesosilicat.

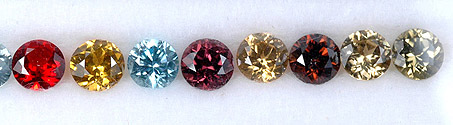
Cristalls de zircons tallats i polits.

Els nesosilicats  (del grec νησος nēsos, illa), també coneguts com a ortosilicats, són un tipus de silicats compostos per silici i oxigen, amb unions iòniques i covalents. Els nesosilicats presenten un empaquetatge dens, la qual cosa els confereix molta densitat i una gran duresa. D'altra banda, l'absència de cadenes i d'exfoliació repercuteix en el caràcter quasi sempre equidimensional de llurs cristalls.
Els silicats corresponen a minerals formats essencialment per grups tetraèdrics SiO₄: la unió d'un àtom de silici amb quatre àtoms d'oxigen, conformant un tetràedre aïllat. Els silicats poden unir els silicis i els oxígens directament o bé a través d'altres àtoms, en aquest segon cas contenen un enllaç iònic amb un àtom metall com ara sodi, calci, ferro, alumini, potassi, magnesi, etc.
Entre els nesosilicats més coneguts trobem alguns silicats d'alumini, com el caolí o les argiles, els granats (pirop, almandina, grossulària, espessartina, andradita i uvarovita), l'olivina, el topazi, el zircó (silicat de zirconi), la wil·lemita, la humita o la cerita. Alguns nesosilicats transparents s'usen en joieria com a pedres precioses (topazi, zircó) o com a pedres semiprecioses (granat, olivina). També són nesosilicats els següents grups de minerals: grup de la fenaquita, grup del granat, grup de l'olivina, grup del zirconi, grup Al₂SiO₅ i el grup de la humita.
Segons la Classificació de Nickel-Strunz, l'estructura dels minerals nesosilicats és la següent:
09.A - Estructures de nesosilicats (tetraedres aïllats)
9.AA - Nesosilicats sense anions addicionals; cations en coordinació tetraèdrica [4]
09.AA.05 - Eucryptita, fenaquita, wil·lemita
09.AA.10 - Liberita
9.AB - Nesosilicats sense anions addicionals; cations en [4] i major coordinació
09.AB.05 - Trimerita
09.AB.10 - Larsenita
09.AB.15 - Esperita
09.AB.20 - Rondorfita
9.AC - Nesosilicats sense anions addicionals; cations en coordinació octaèdrica [6]
09.AC.05 - Faialita, forsterita, glaucocroita, kirschsteinita, laihunita, liebenbergita, tefroïta
09.AC.10 - Monticel·lita
09.AC.15 - Brunogeierita, ringwoodita
09.AC.20 - Chesnokovita
9.AD - Nesosilicats sense anions addicionals; cations en [6] i/o major coordinació
09.AD.05 - Larnita
09.AD.10 - Calcio-olivina
09.AD.15 - Merwinita
09.AD.20 - Bredigita
09.AD.25 - Andradita, almandina, calderita, goldmanita, grossulària, henritermierita, hibschita, hidroandradita, katoita, kimzeyita, knorringita, majorita, morimotoita, vogesita, schorlomita, spessartina, uvarovita, wadalita, holtstamita, kerimasita, toturita, momoiita, eltyubyuita
09.AD.30 - Coffinita, hafnon, torita, thorogummita, zircó, stetindita
09.AD.35 - Huttonita, tombarthita-(Y)
09.AD.40 - Eulitina
09.AD.45 - Reidita
9.AE - Nesosilicats amb anions addicionals (O,OH,F,H₂O); cations en coordinació tetraèdrica [4]
09.AE.05 - Beril·lita
09.AE.10 - Euclasa
09.AE.15 - Sverigeita
09.AE.20 - Hodgkinsonita
09.AE.25 - Gerstmannita
09.AE.30 - Clinohedrita
09.AE.35 - Stringhamita
09.AE.40 - Katoptrita
09.AE.45 - Yeatmanita
09.AE.50 - Sphaerobertrandita
9.AF - Nesosilicats amb anions addicionals; cations en [4], [5] i/o només coordinació [6]
09.AF.05 - Sil·limanita
09.AF.10 - Andalucita, kanonaita
09.AF.15 - Kyanita
09.AF.20 - Mullita, krieselita
09.AF.23 - Boromullita
09.AF.25 - Yoderita
09.AF.30 - Magnesiostaurolita, estaurolita, zincostaurolita, topazi
09.AF.40 - Norbergita
09.AF.45 - Al·leghanyita, condrodita, reinhardbraunsita, kumtyubeita, hidroxilcondrodita
09.AF.50 - Humita, manganhumita
09.AF.55 - Clinohumita, sonolita, hidroxilclinohumita
09.AF.60 - Leucofoenicita
09.AF.65 - Ribbeita
09.AF.70 - Jerrygibbsita
09.AF.75 - Franciscanita, örebroita, welinita
09.AF.80 - El·lenbergerita
09.AF.85 - Sismondita, magnesiocloritoide, ottrelita
09.AF.90 - Poldervaartita, olmiita
9.AG - Nesosilicats amb anions addicionals; cations en coordinació > [6] +- [6]
09.AG.05 - Abswurmbachita, braunita, neltnerita, braunita-II
09.AG.10 - Långbanita
09.AG.15 - Malayaita, titanita, vanadomalayaita, natrotitanita
09.AG.20 - Cerita-(Ce), cerita-(La), aluminocerita-(Ce)
09.AG.25 - Trimounsita-(Y), yftisita-(Y)
09.AG.30 - Sitinakita
09.AG.35 - Kittatinnyita
09.AG.40 - Natisita, paranatisita
09.AG.45 - Törnebohmita-(Ce), törnebohmita-(La)
09.AG.50 - Kuliokita-(Y)
09.AG.55 - Chantalita
09.AG.60 - Mozartita, vuagnatita
09.AG.65 - Hatrurita
09.AG.70 - Jasmundita
09.AG.75 - Afwillita
09.AG.80 - Bultfonteinita
09.AG.85 - Zoltaiita
09.AG.90 - Tranquillityita
9.AH - Nesosilicats amb CO₃, SO₄, PO₄, etc.
09.AH.05 - Iimoriita-(Y)
09.AH.10 - Tundrita-(Ce), tundrita-(Nd)
09.AH.15 - Spurrita
09.AH.20 - Ternesita
09.AH.25 - Britholita-(Ce), britholita-(Y), el·lestadita-(Cl), fluorbritholita-(Ce), fluorel·lestadita, hidroxilel·lestadita, mattheddleita, tritomita-(Ce), tritomita-(Y), fluorcalciobritholita, fluorbritholita-(Y)
9.AJ - Nesosilicats amb triangles de BO₃ i/o B[4], tetraèdres de Be[4], compartint vèrtex amb SiO₄
09.AJ.05 - Grandidierita, ominelita
09.AJ.10 - Dumortierita, holtita, magnesiodumortierita
09.AJ.15 - Garrelsita
09.AJ.20 - Bakerita, datolita, gadolinita-(Ce), gadolinita-(Y), hingganita-(Ce), hingganita-(Y), hingganita-(Yb), homilita, melanocerita-(Ce), minasgeraisita-(Y), calcibeborosilita-(Y)
09.AJ.25 - Stillwellita-(Ce)
09.AJ.30 - Cappelenita-(Y)
09.AJ.35 - Okanoganita-(Y), vicanita-(Ce), hundholmenita-(Y), prosxenkoïta-(Y)
09.AJ.40 - Jadarita
9.AK - Uranil neso- i polisilicats
09.AK.05 - Soddyita
09.AK.10 - Cuprosklodowskita, oursinita, sklodowskita
09.AK.15 - Boltwoodita, kasolita, natroboltwoodita, β-uranofana, uranofana
09.AK.20 - Swamboita
09.AK.25 - Haiweeita, metahaiweeita, ranquilita
09.AK.30 - Weeksita, coutinhoita
09.AK.35 - Ursilita, magnioursilita, calcioursilita
09.AK.40 - Uranosilita